# 撫養城
撫養城（むやじょう）は、徳島県鳴門市撫養町林崎にある日本の城跡。別名は岡崎城、林崎城。「岡崎城跡」として市指定史跡に指定されている。

## 概要
築城は、古くは小笠原氏の居城と伝えられるが、はっきりとはわかっていない。
その後三好氏の配下の四宮氏が城主となったが、天正10年（1582年）、長宗我部元親が阿波国へ侵入し、撫養城を長宗我部元親の配下である真下飛騨守が守備する。
天正13年（1585年）、四国征伐により蜂須賀家政が阿波国の新領主となり、徳島城の支城を9城置き（阿波九城）、益田正忠を撫養城の城番としてこれを守らせた。
一国一城令により、寛永15年（1638年）、廃城となった。

## 現在の遺構
曲輪や石垣の跡が残っている。城跡のある妙見山は妙見山公園として整備されており、頂上近くには三層の模擬天守が建てられている（本来の撫養城には天守は無かった）。
天守内部は徳島県立鳥居記念博物館（鳴門市出身の人類考古学者、鳥居龍蔵の業績を記念した博物館）となっていたが2010年（平成22年）11月に徳島県文化の森総合公園へ移転した。
2016年（平成28年）3月より旧徳島県立鳥居記念博物館を地域の交流施設であるトリーデなるととしてリニューアルオープンした。

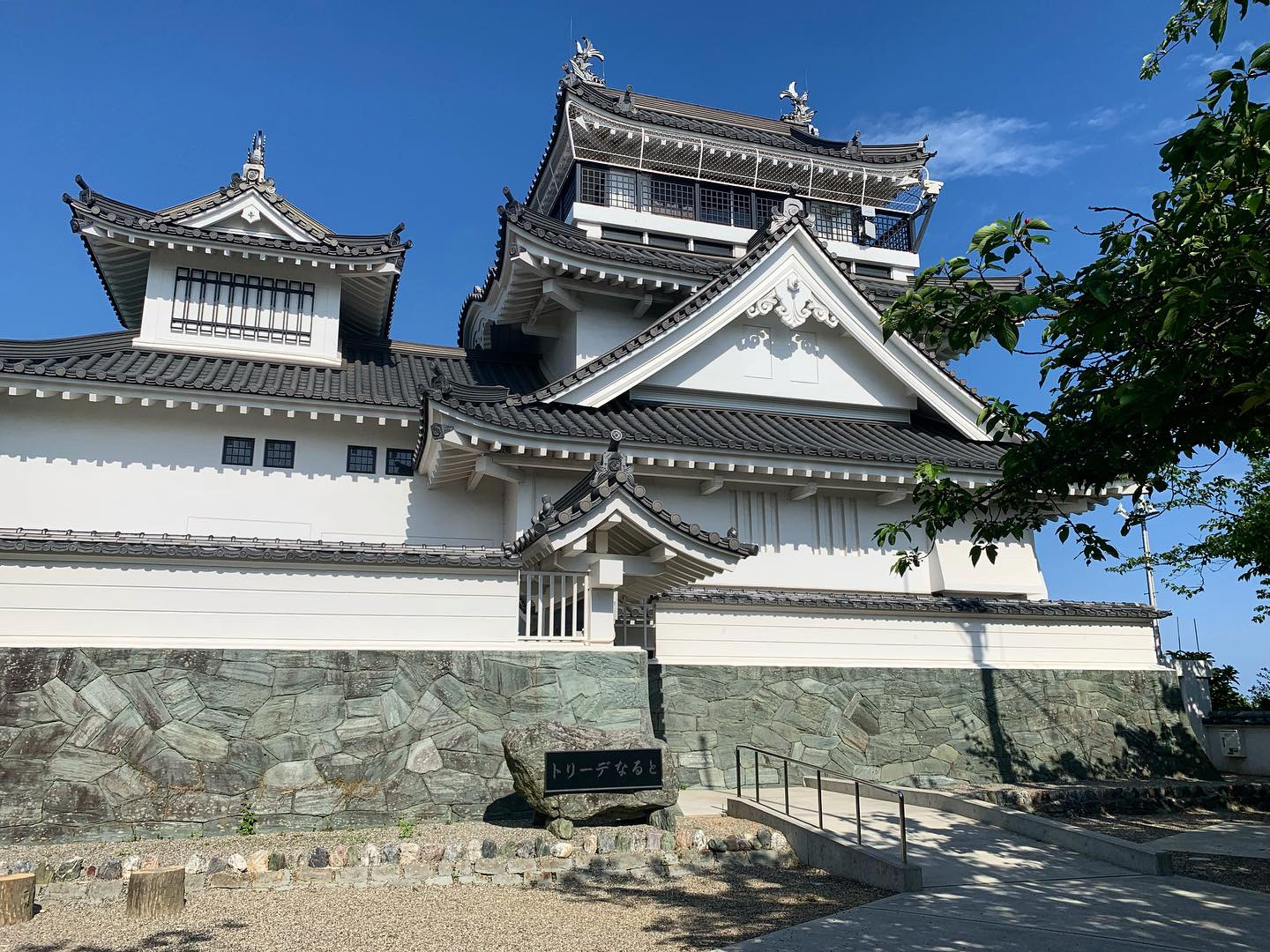
トリーデなると